# Kerlouan
Kerlouan (tiếng Breton: Kerlouan) là một commune ở Finistère thuộc Bretagne, tây bắc Pháp. Commune này cách không xa Brest.

## Dân số
Người dân ở Kerlouan được gọi là Kerlouanais.